# Čerchovský les
Čerchovský les je geomorfologický podcelek v jižní části Českého lesa. Jeho rozloha měří asi 243 km² a nejvyšším bodem je Čerchov (1042 metrů).

## Přírodní poměry
Geologicky je vystavěn převážně z migmatických rul, zčásti z pararul moldanubika. Území Čerchovského lesa je pokryto převážně smrkovými lesy.
V geomorfologickém členění Česka je Čerchovský les jedním ze čtyř podcelků Českého lesa. Dělí se na okrsky Haltravská hornatina, Nemanická vrchovina a Ostrovská vrchovina.
Podrobné dělení včetně okrsků je uvedené v tabulce.
| Geomorfologické členění Českého lesa                                                 | Geomorfologické členění Českého lesa | Geomorfologické členění Českého lesa |
| ------------------------------------------------------------------------------------ | ------------------------------------ | --- |
| ČESKÁ VYSOČINA • Šumavská subprovincie • Českoleská oblast                           |                                      | |
| ČERCHOVSKÝ LES                                                                       | Haltravská hornatina                 | Čerchovský hřbet (Čerchov, 1042 m) Smrčský hřbet (Dlouhá skála, 969 m) Bučinsko-černovršský hřbet (Bučina, 860 m) Haltravský hřbet (Škarmanka, 888 m) Staroherštejnský hřbet (Starý Herštejn, 878 m) Modřínovecká vrchovina (Na skále, 691 m) |
| ČERCHOVSKÝ LES                                                                       | Nemanická vrchovina                  | Lískovecká vrchovina (Nad Zámečkem, 721 m) Plešská hornatina (Velký Zvon, 862 m) |
| ČERCHOVSKÝ LES                                                                       | Ostrovská vrchovina                  | Šidlákovská vrchovina (Pivoňské hory, 756 m) Bystřická vrchovina (Výšina, 708 m) |
| KATEŘINSKÁ KOTLINA                                                                   | nečlení se                           | nečlení se (Bukáč, 571 m) |
| PŘIMDSKÝ LES                                                                         | Málkovská vrchovina                  | Málkovský hřbet (Přimda, 848 m) Novoveská pahorkatina (bezejmenný, 660 m) Velkodvorská pahorkatina (Lískovský vrch, 710 m) |
| PŘIMDSKÝ LES                                                                         | Plešivecká vrchovina                 | Hoštěcká vrchovina (Plešivec, 766 m) Pastvinská vrchovina (Rozsocha, 758 m) |
| PŘIMDSKÝ LES                                                                         | Havranská vrchovina                  | Tetřeví vrchovina (Havran, 894 m) Pavlostudenecká vrchovina (Studenecký, 798 m) Sečská vrchovina (Seč, 773 m) |
| PŘIMDSKÝ LES                                                                         | Rozvadovská pahorkatina              | Žebrácká pahorkatina (Březový vrch, 625 m) Lučinská pahorkatina (Peklo, 715 m) |
| DYLEŇSKÝ LES                                                                         | Žďárská vrchovina                    | nečlení se (Na Výšině, 789 m) |
| DYLEŇSKÝ LES                                                                         | Tišinská vrchovina                   | Hřebínecká pahorkatina (Hraniční vrch, 731 m) Holinská vrchovina (Tišina, 792 m) Pekelská pahorkatina (654 m) |
| DYLEŇSKÝ LES                                                                         | Třísekerská pahorkatina              | Kamenišťská pahorkatina (Kameniště, 719 m) Krásenská pahorkatina (680 m) |
| DYLEŇSKÝ LES                                                                         | Dyleňská hornatina                   | Dyleňsko-čupřinský hřbet (Dyleň, 940 m) Vysocká vrchovina (770 m) Paličská pahorkatina (660 m) |
| PROVINCIE • Subprovincie • Oblast / Celek / PODCELEK • Okrsek • Podokrsek • (vrchol) |                                      | |

## Ochrana přírody
V Čerchovském lese leží následující maloplošná zvláště chráněná území:
- národní přírodní rezervace: Čerchovské hvozdy, Velká Pleš
- přírodní rezervace: Bystřice, Dlouhý vrch, Malý Zvon, Nad Hutí, Starý Hirštejn